# Демель

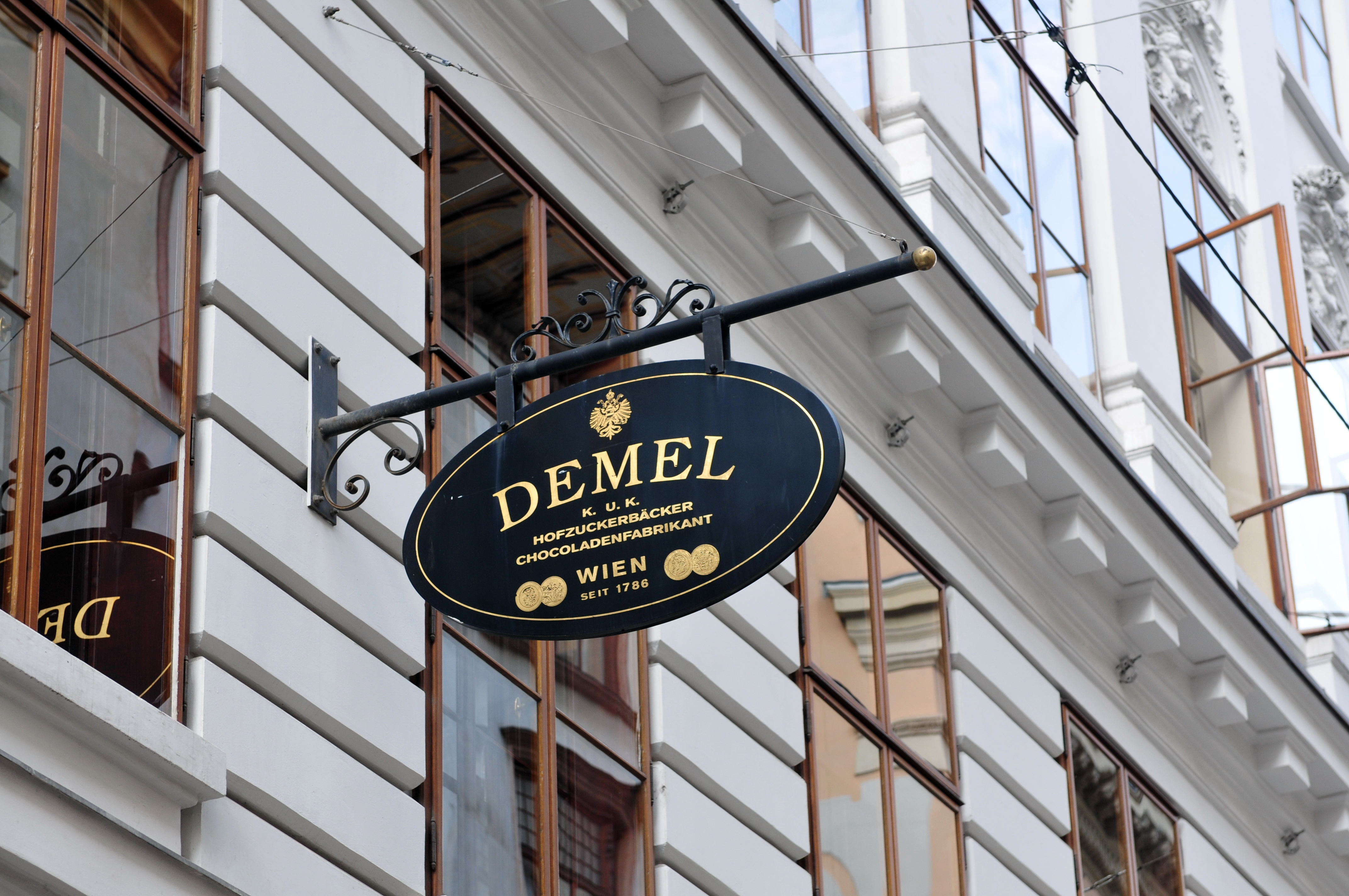
Чёрная вывеска кафе «Демель»

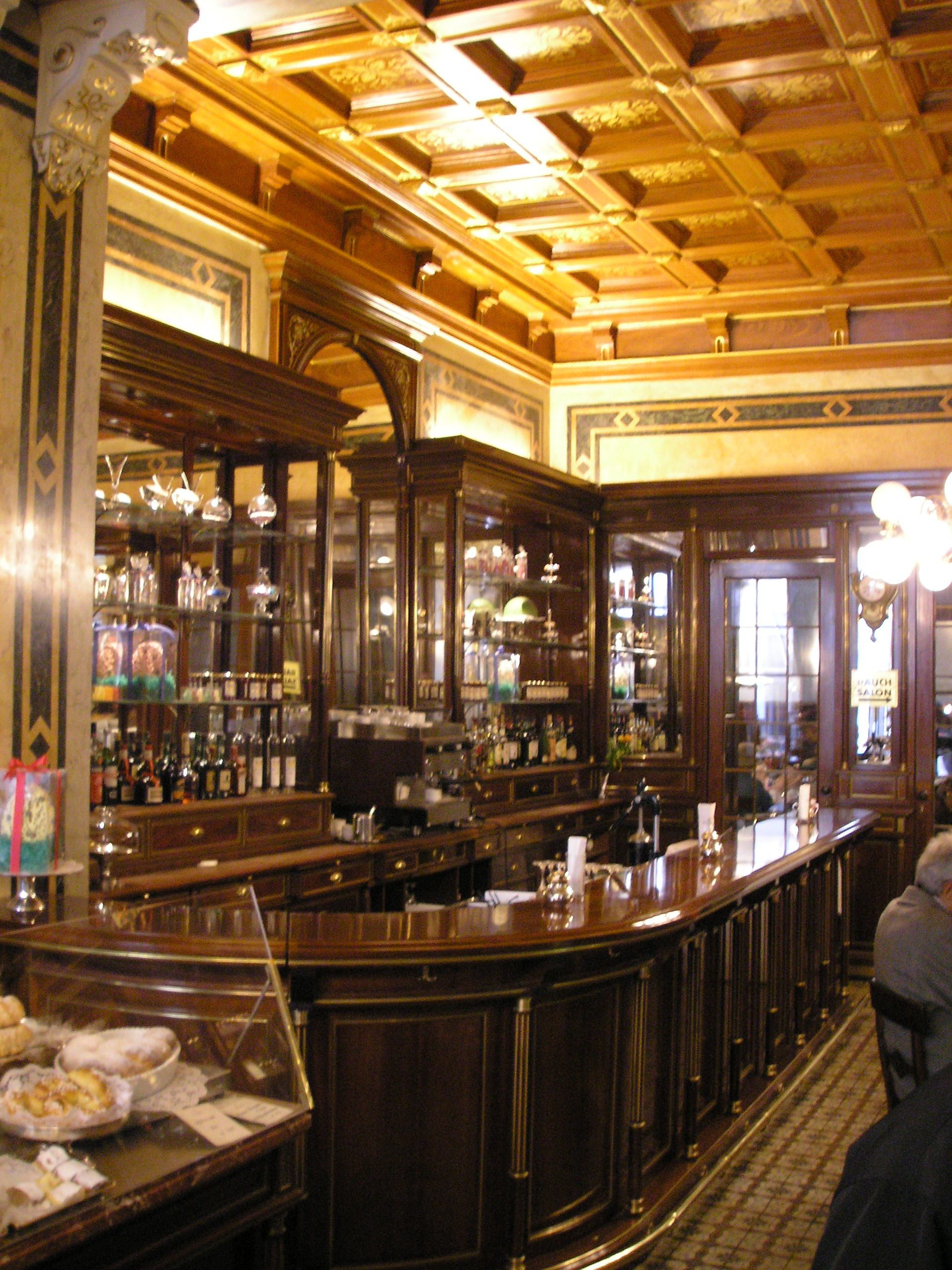
Интерьеры кондитерской «Демель»

«Де́мель» (нем. Demel) — венская кондитерская, расположенная на улице Кольмаркт во Внутреннем Городе.

## История
В 1778 году в Вену из Вюртемберга прибыл кондитер Людвиг Дене и в 1786 году открыл на Михаэлерплац свою кондитерскую. После смерти кондитера в 1799 году его жена продолжила дело, выйдя замуж за кондитера Франца Вольфарта. После смерти Вольфарта кондитерская продолжила свою деятельность под управлением вдовы и её сына от первого брака Августа Дене. Сын Августа Дене решил заниматься юриспруденцией, и кондитерская была продана в 1857 году первому помощнику Кристофу Демелю.
При Демеле кондитерская укрепила своё положение и получила признание. После его смерти семейное предприятие унаследовали сыновья Йозеф и Карл. В 1874 году кондитерская получила статус поставщика императорского двора, чему способствовало расположение кондитерской в непосредственной близости к Хофбургу. По особым случаям для балов и празднеств в кондитерской Демеля для обслуживания двора даже арендовали персонал и оборудование. Кондитерская поддерживала свой статус, быстро осваивая новейшие кондитерские технологии из Парижа.
В 1888 году после реконструкции площади Демели были вынуждены переехать на Кольмаркт. Интерьеры из красного дерева с зеркалами на новом месте были выполнены в стиле неорококо. Постоянными посетителями «Демеля» стали члены венского императорского двора и в частности императрица Елизавета, видные представители венского общества того времени, как актриса Катарина Шратт и княгиня Паулина Меттерних. В те времена обслуживающий персонал «Демеля» набирался исключительно женского пола из учениц монастырей и носил чёрное платье с белым фартучком.
Во время аншлюса Австрии в нацистскую Германию 1938—1945 завсегдатаями здесь были венский гауляйтер Бальдур фон Ширах и его жена Генриетта.
Кондитерская возглавлялась наследниками Демеля до 1972 года, когда предприниматель Удо Прокш приобрёл её и основал «Клуб 45» на первом этаже, ставший популярным местом у представителей венского высшего общества. После ареста в 1989 году Прокша за участие в страховом мошенничестве по делу «Луконы», владельцем стал Raiffeisen Bank. С 2002 года и по настоящее время кондитерской управляет кейтеринговая компания Do & Co.

## Продукция

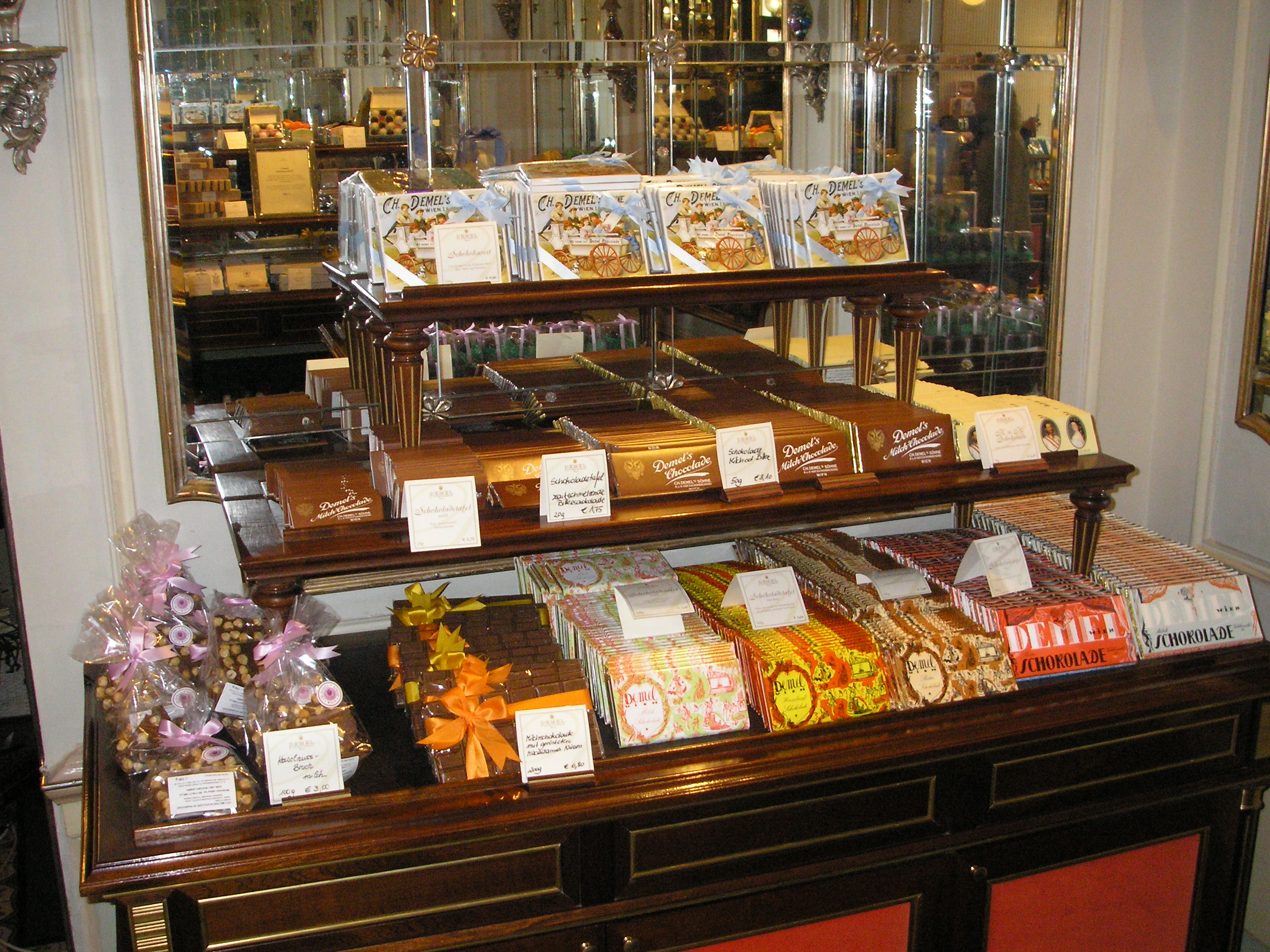
Продукция кондитерской «Демель»

Кондитерская «Демель» известна своими тортами «Захер». Рецепт изобретённого Францем Захером торта, был дополнен его сыном Эдуардом Захером во время обучения в кондитерской «Демель». Между отелем «Захер» и кондитерской «Демель» долгое время тлел конфликт относительно прав на фирменное наименование, который был урегулирован в судебном порядке в пользу отеля в 1965 году. Торт «Захер» производства кондитерской «Демель» носит название «Демельский торт „Захер“», по-прежнему изготавливается вручную и в отличие от другого варианта не имеет средней прослойки абрикосового конфитюра.
Кроме торта «Захер» мировую славу снискали оригинальные формовые пряники, торт «Демель» из миндально-апельсиновой массы с смородиновым конфитюром, марципаном в шоколадной глазури, торт «Анна», торт «Добош», торт «Эстерхази» и яблочный штрудель. У туристов пользуются успехом засахаренные лепестки фиалок и фиалковое мороженое, которые «Демель» раньше поставлял к императорскому двору для императрицы Елизаветы.